# Éducation patriotique au Tibet
Des campagnes d'éducation patriotique au Tibet sont engagées par les autorités chinoises à la suite notamment de manifestations pro-Tibet.   

## Contexte
À la fin des années 1980, les autorités communistes suppriment les libertés religieuses accordées initialement par le secrétaire du Parti communiste chinois, Hu Yaobang. Dans les régions du Tibet les moines et nonnes bouddhistes ont protesté à maintes reprises contre le déni de l'expression religieuse. Par exemple, les troubles au Tibet dans les années 1987 -1989 ont été conduits en grande partie par les moines de Drepung, Sera et Ganden, les trois plus grands monastères de Lhassa. À leur tour, les autorités chinoises ont considéré les institutions religieuses tibétaines comme des lieux de reproduction de la dissidence tibétaine et ont riposté par des restrictions et un contrôle plus importants. Une telle politique est la « rééducation patriotique » ou simplement l'« éducation patriotique » en vertu de laquelle «les équipes de travail» (connu en chinois comme gongzou DUI et en tibétain comme ledonrukhag) composé de chinois et de fonctionnaires tibétains visitent des monastères pour mettre en avant auprès des moines et des nonnes le concept d'unité du Tibet et de la Chine et identifier les dissidents.

## Moyens et objectifs des autorités chinoises
Après les troubles au Tibet en mars 2008, le Parti communiste chinois engage une campagne d’éducation politique pour « assurer la cohésion des dirigeants et des masses ».
La Fédération internationale des ligues des droits de l'homme, une ONG fédérant plusieurs associations, mentionne que les monastères sont les principaux objectifs d’une « rééducation de masse ». 
La tibétologue Katia Buffetrille indique que les temps de « rééducation patriotique sont quotidiens ou habituels ». Par ailleurs, elle explique que le chef du Parti communiste chinois, Chen Quanguo, est l’instigateur de camps de rééducation où les religieux tibétains sont envoyés : « Chen Guanguo a commencé au Tibet cette politique qui ne vise non pas seulement les dissidents mais l’ensemble d’un groupe ethnique perçu comme une menace pour la sécurité nationale » .
Selon Anne-Marie Blondeau, les chercheurs de l'académie des sciences sociales de la Région autonome du Tibet participent aux « équipes de travail » qui organisent des sessions d'éducation politique et de contrôle de la pensée « correcte » dans les monastères quand surviennent des troubles au Tibet.
Les sinologues Françoise Robin et Katia Buffetrille évoquent des campagnes de rééducation patriotique et politique mises en place dans les monastères de la Région autonome du Tibet dès 1995. Il y est donné des « cours de marxisme-léninisme, de maoïsme et de socialisme à la chinoise, d’histoire patriotique « nationale » et, surtout, dénonciation forcée du Dalaï-lama » et l’interdiction de détenir des photographies de celui-ci,.
En 2015, Chen Quanguo, chef du parti communiste chinois au Tibet, annonce plusieurs mesures  pour placer sur la « bonne voie idéologique les monastères » de la région autonome.
Selon le témoignage d'un moine du monastère de Ganden les équipes de travail ont demandé aux moines et aux nonnes d'accepter une déclaration en cinq points:
- Opposition au séparatisme;
- Accepter l'unité du Tibet et de la Chine;
- Reconnaissance du Panchen Lama Gyancain Norbu, nommé par les chinois, comme le vrai Panchen Lama;
- Reconnaitre que le Dalaï lama Tenzin Gyatso détruit l'unité de la patrie;
- Refuser que le Tibet a été ou devrait être indépendant.

Les autorités chinoises considèrent que posséder des photos de Tenzin Gyatso ou de ses livres est un crime.
Pour Katia Buffetrille, « la rééducation, c’est du lavage de cerveau », le Parti communiste chinois refuse tout pouvoir qui pourrait remettre en cause sa suprématie .

## Mise en place de l'éducation patriotique

### Région autonome du Tibet
À partir de 2015, le drapeau de la république populaire de Chine doit flotter sur tous les monastères de la Région autonome du Tibet.

#### Camps de travail
Selon l’anthropologue allemand Adrian Zenz, la Chine a mis en place à partir de 2019, des camps de formation militarisés,. Les Tibétains y reçoivent une éducation idéologique .

#### Monastère de Ganden

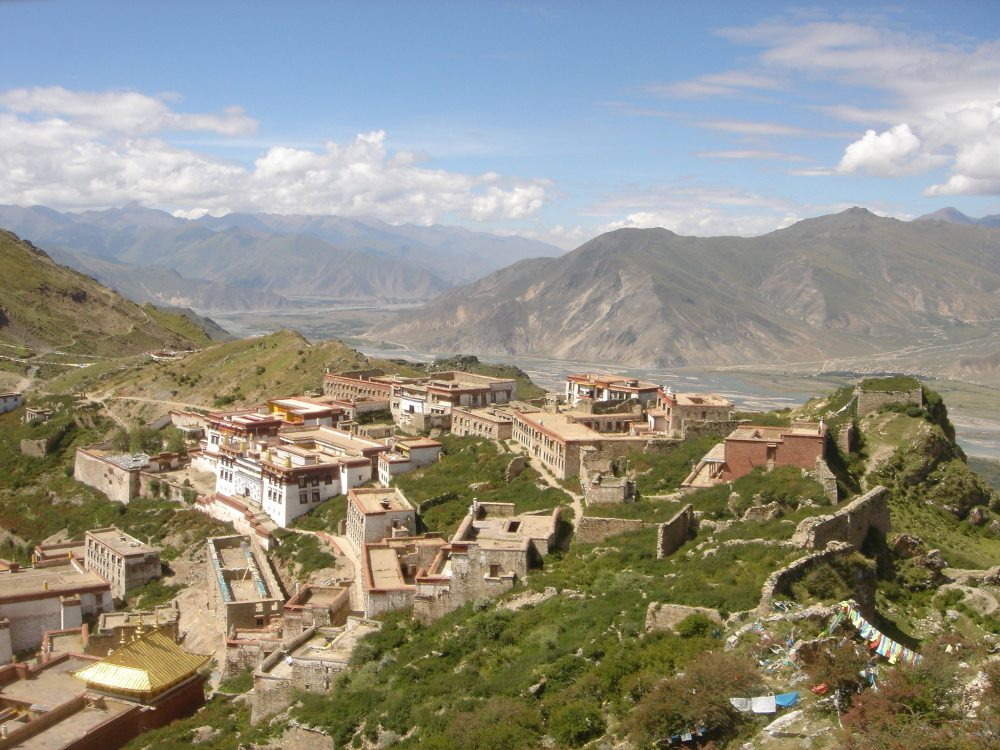
Monastère de Ganden en 2005

Bhagdro était un moine au monastère de Ganden dans la Région autonome du Tibet, quand une équipe de travail de 50 à 60 individus est arrivé au monastère en octobre 1987. Interviewé par le Tibet Information Network en mai 1998 après s'être échappé en Inde, Bhagdro indique : « La réunion a commencé par condamner les moines de Drepung et de Sera pour se livrer à des «activités réactionnaires visant à nuire aux intérêts de la patrie ». Il a été avisé que les moines de Ganden ne devraient pas suivre le mauvais exemple établi par les moines de ces deux monastères de Lhassa. La première réunion s'est terminée avec la distribution de journaux aux moines qui ont été invités à les étudier et à apprendre le contenu idéologique. On nous a demandé d'être prêts à répondre aux questions après deux ou trois jours. Ils ont parlé de l'élimination des « séparatistes », de l'unité de la « grande patrie » et de la façon dont le Tibet et la Chine, étant comme la mère et le fils, une entité inséparable.

#### Monastère de Drepung
En 2006, le parlement européen adopte une résolution demandant à la Chine des explications pour différents cas de tortures concernant un moine tibétain, Ngawang Jangchub, est décédé en octobre 2005 dans le monastère de Drepung durant une session d'éducation patriotique.
En 2008, les moines du monastère protestent lors d’une marche contre cette rééducation patriotique. À la suite de celle-ci, le Tibet s’embrase.

#### Monastère de Yangpachen
Le gouvernement finance l'entretien du monastère de Yangpachen ainsi que les logements pour les religieux, qui bénéficient également d’une pension de retraite et de l’assurance-maladie. Par contre les moines doivent consacrer au moins 10 % de leur temps à une éducation législative et patriotique. Pour Martine Bulard : « l’argent du pouvoir communiste vaut bien une messe » .

### Sichuan
En 2007, les autorités chinoises engagent une campagne d’éducation patriotique dans l’ensemble de la préfecture autonome tibétaine de Garzê pour obliger les moines des différents monastères à dénoncer le dalaï-lama .

#### Monastère de Kirti

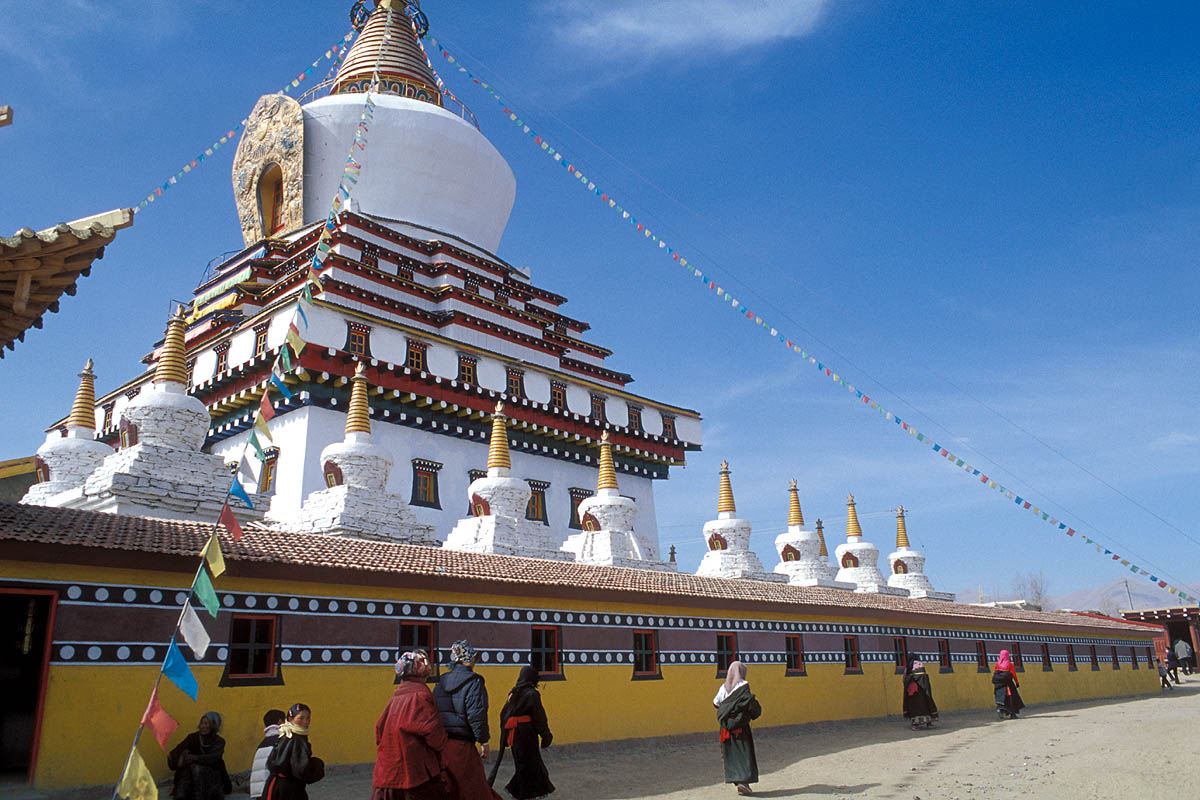
Le grand Chörten au Monastère de Kirti, Nagba, Amdo

En 2011, dans le Monastère de Kirti dans la préfecture autonome tibétaine et qiang de Ngawa, de la province du Sichuan, le journaliste Arnaud de La Grange estime pour sa part le nombre des moines restant à 600, nombre d'entre eux étant envoyés en « rééducation patriotique ». Harriet Beaumont, la porte parole de l'ONG Free Tibet confirme que les autorités chinoises imposent « un programme de rééducation patriotique » aux religieux. Ces derniers doivent alors « prêter serment d'allégeance à la République Populaire de Chine et renier le dalaï-lama ».

#### Institut bouddhiste de Larung Gar
Selon Dolma Tsering Teykhang, après la destruction d’une partie de l’institut bouddhiste de Larung Gar, cinq cents nonnes ont été envoyées en rééducation patriotique, elles auraient été forcées de chanter des « hymnes de loyauté au communisme ».

### Chabcha (Qinghai)
En 2012, surviennent des manifestations d’étudiants tibétains à Chabcha dans la préfecture autonome tibétaine de Hainan en réaction à la distribution d’un questionnaire éducatif considéré comme insultant.

### Bouddhisme
Pour construire un nouveau Tibet socialiste moderne, le président Xi Jinping demande d’« orienter le bouddhisme tibétain pour qu'il s'adapte à la société socialiste et se développe dans le contexte chinois ». Des cellules du parti communiste chinois intègrent les institutions religieuses.  Les moines doivent obligatoirement apprendre et réciter la  « pensée de Xi Jinping » et être capable de critiquer le Dalaï Lama,. 

#### Analyses
Selon le rapport sur la liberté religieuse internationale du département d'État des États-Unis de 2001 citant le Haut Commissariat des Nations unies pour les réfugiés, Ruud Lubbers, un tiers des réfugiés tibétains affirment qu'ils sont partis à cause des campagnes d'éducation patriotique.
Pour l’ONGI Human Rights Watch, « l'endoctrinement politique obligatoire auquel sont soumis les religieuses et les moines tibétains dans le cadre des programmes gouvernementaux d'éducation patriotique ». La tibétologue Katia Buffetrille précise : « Le bouddhisme, comme toute autre religion, doit être sinisé, c’est-à-dire qu’il doit se mettre au service du socialisme aux caractéristiques chinoises. Il est demandé à tous les responsables religieux de devenir des propagandistes du parti ! On a vu des vidéos qui étaient prises dans un camp d’internement où des nonnes chantaient des chants patriotiques ! C’est ça la rééducation, c’est du lavage de cerveau ».

## À voir